# Skeletocutis
Skeletocutis — рід деревних грибів родини Polyporaceae. Назва вперше опублікована 1958 року.
Викликає білу гниль деревини. Хоча більшість видів зустрічаються на мертвій деревині різних порід хвойних та листяних порід, деякі, ростуть на мертвих плодових тілах інших трутовиків. Тропічний китайський вид Skeletocutis bambusicola росте на мертвому бамбуку.

## Галерея

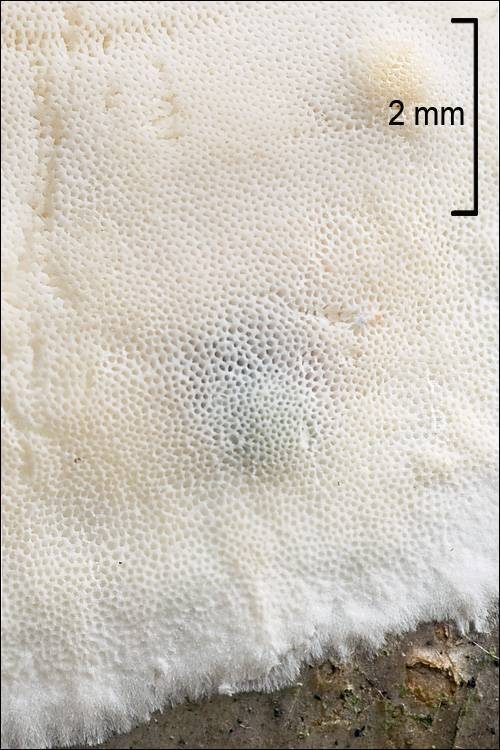
Skeletocutis nivea
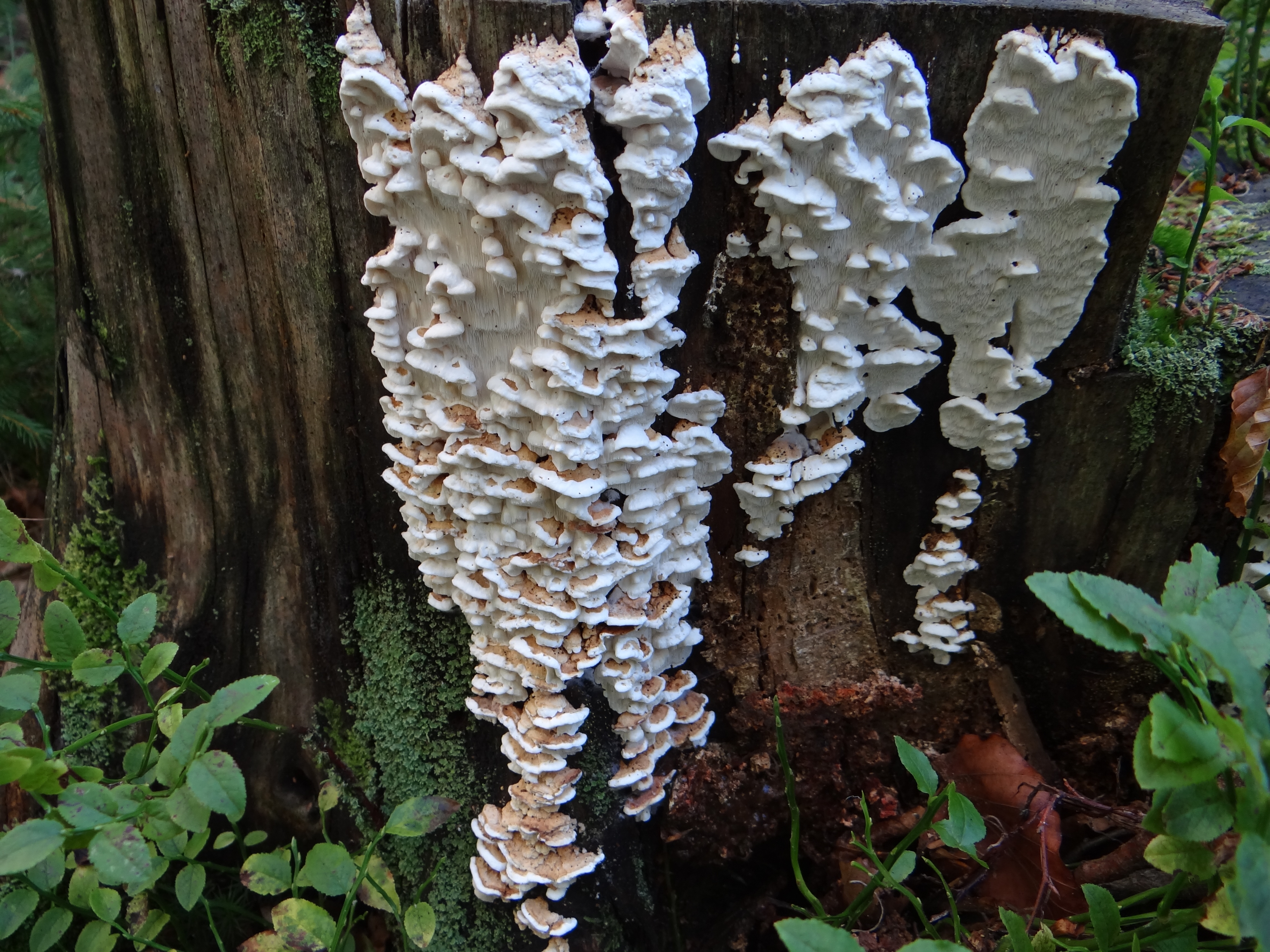
Skeletocutis amorpha
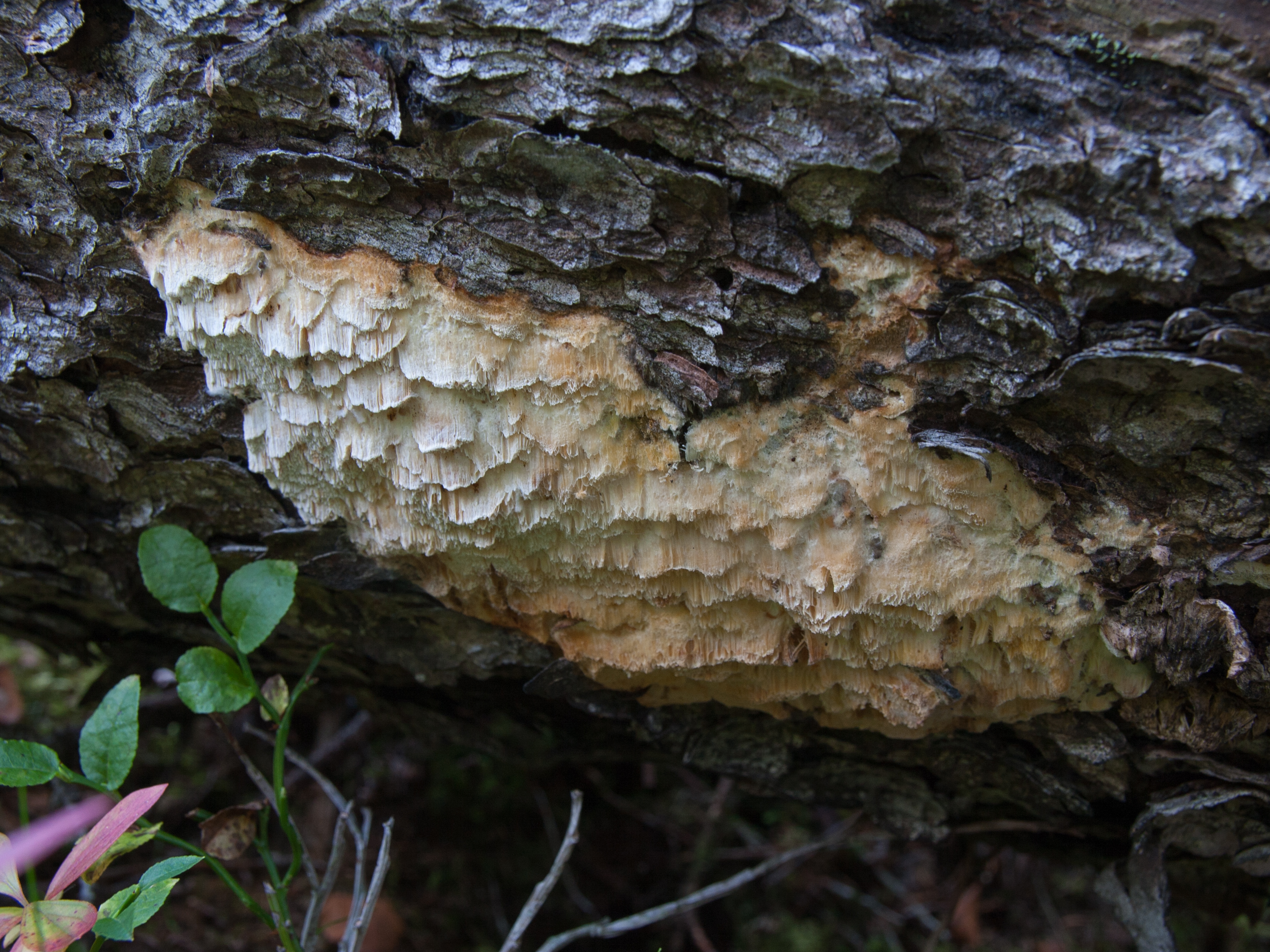
Skeletocutis odora